# أندريس أيالا
أندريس أيالا (بالإسبانية: Andrés Ayala)‏ هو لاعب كرة قدم أوروغواياني، ولد في 14 مارس 1989 في مونتفيدو في الأوروغواي. لعب مع سنترال إسبانيول.

## وصلات خارجية
- أندريس أيالا على موقع قاعدة بيانات كرة القدم.إي يو (الإنجليزية)
- أندريس أيالا على موقع Soccerway.com (الإنجليزية)